# Makedonska dinastija
Makedonska dinastija, bizantska carska dinastija čiji su članovi vladali Bizantskim Carstvom u periodu od 867. do 1056. godine. Vladavinu dinastije obilježio je značajan uspon moći i ugleda Carstva u Europi i prednjoj Aziji.

## Popis vladara
- Bazilije I. Makedonac (811. – 886., vladao 867. – 886.)
- Leon VI. Mudri (866. – 912., vladao 886. – 912.)
- Aleksandar (870. – 913., vladao 912. – 913.)
- Konstantin VII. Porfirogenet (905. – 959., vladao 913. – 959.)
- Roman I. Lakapen (870. – 948., vladao 919. – 944.)
- Roman II. (938. – 963., vladao 959. – 963.)
- Nikefor II. Foka (912. – 969., vladao 963. – 969.)
- Ivan I. Cimisk (925. – 976., vladao 969. – 976.)
- Bazilije II. Bugaroubojica (958. – 1025., vladao 976. – 1025.)
- Konstantin VIII. (960. – 1028., vladao 1025. – 1028.)
- Zoe (o. 978. – 1050., vladala 1028. – 1050.)
- Roman III. Argir (968. – 1034., vladao 1028. – 1034.)
- Mihael IV. Paflagonac (1010. – 1041., vladao 1034. – 1041.)
- Mihael V. Kalafat (1015. – 1042., vladao 1041. – 1042.)
- Teodora (980. – 1056., vladala 1042.)
- Konstantin IX. Monomah (1000. – 1055., vladao 1042. – 1055.)
- Teodora (vladala 1055. – 1056.)